# Коммуникатор (Звёздный путь)

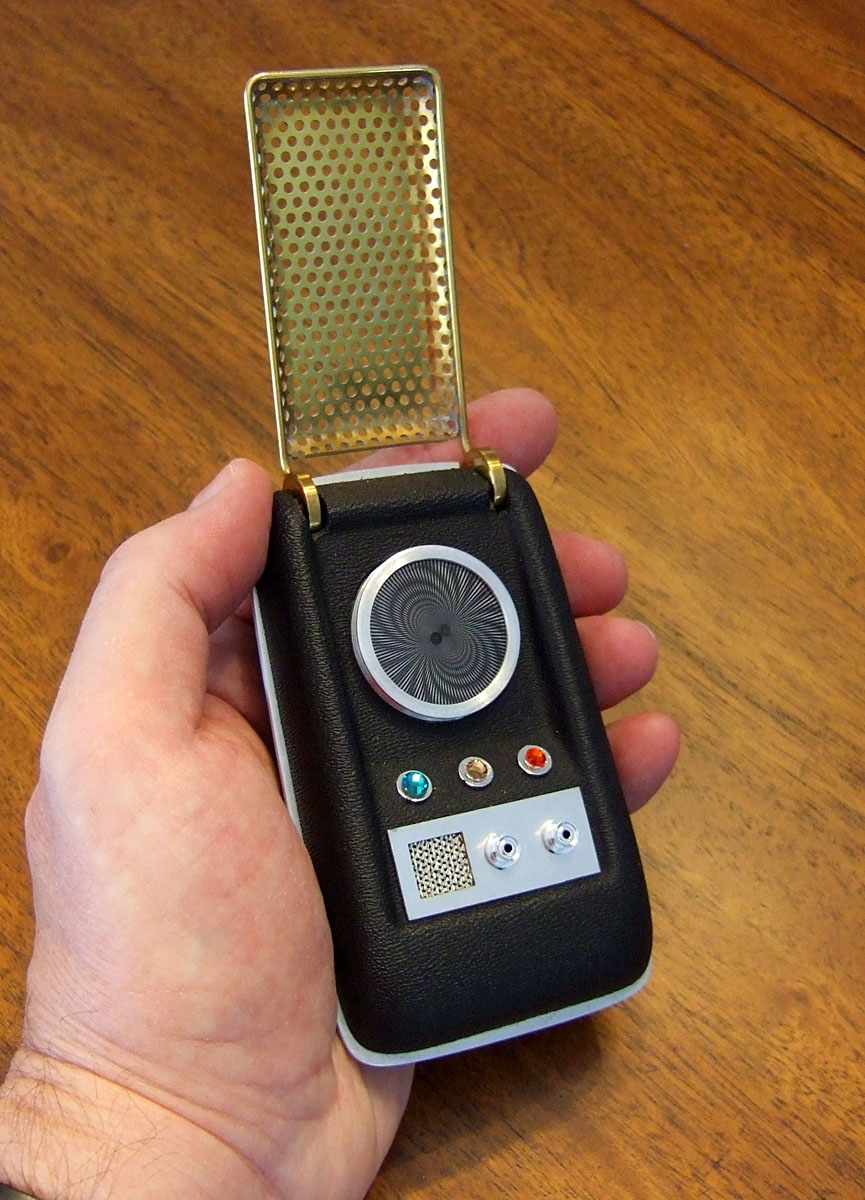
Коммуникатор, используемый в сериале «Звездный путь: Оригинальный сериал» в XXIII веке.

Коммуникатор (англ. Communicator) — это вымышленный прибор, используемый для голосового общения в вымышленной Вселенной «Звёздный путь». В «Оригинальном сериале» в эпизодах «Завтра — это вчера» и «День примирения», он использовался в качестве аварийного сигнального устройства-маяка, похожего на транспондер. Коммуникатор позволяет осуществлять прямые контакты между отдельными пользователями или через судовую систему связи.
Коммуникатор из вселенной «Звёздный путь» превосходит технологические возможности современных мобильных телефонов, прототипом которых является. Это позволяет членам экипажа звездолёта связываться с кораблями на орбите, не полагаясь на искусственный спутник для ретрансляции сигнала. Коммуникаторы используют подпространственные передачи, которые не соответствуют нормальным законам физики в том, что сигналы могут обходить электромагнитные помехи, и позволяют почти мгновенно соединиться с абонентом на расстояниях, которые требовали бы большего времени для соединения.
В сериале «Звёздный путь: оригинальный сериал» (ТОС), когда коммуникаторы ломались, терялись, были похищены или выходили из зоны досягаемости, то создавали сложные ситуации для героев. В таких случаях Коммуникатор подавал сигнал на транспортер для возвращения на корабль, таким образом заканчивая сюжет преждевременно.

## Развитие коммуникаторов

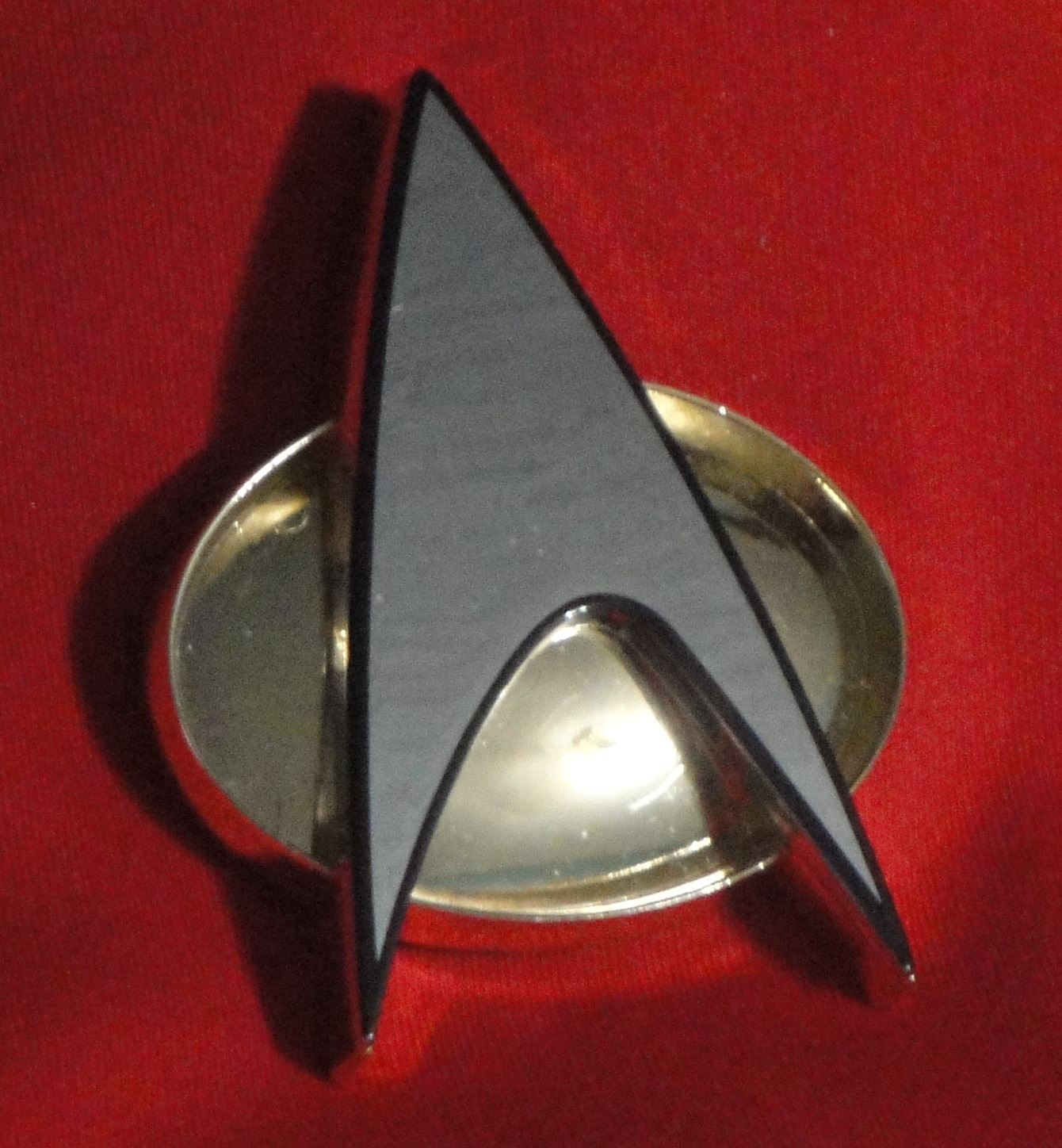
Коммуникатор-значок Звёздного флота из «Следующего поколения» и ранних эпизодов «Глубокий Космос 9»

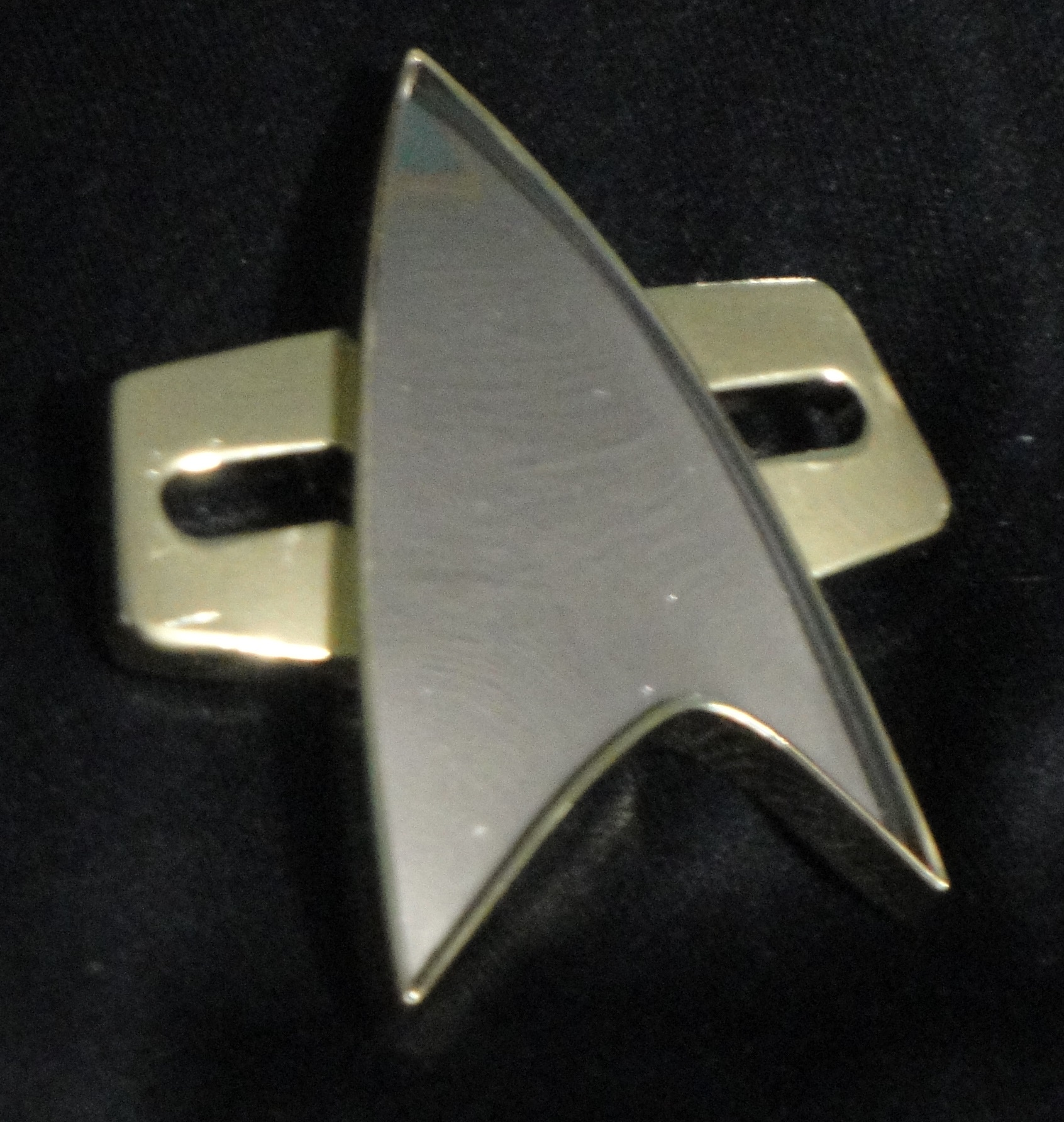
Модификация Коммуникатора-значка из фильма «Звёздный путь: Поколения». Этот вариант был использован в сериалах «Вояджер» и более поздних эпизодах «Глубокого космоса 9».

В сериалах «Звёздный путь: Энтерпрайз» и «Звёздный путь: Оригинальный сериал» сообщение на корабле принималось через панель связиста на столах и стенах, а иногда через видеотелефон. Во время высадки экипаж использует ручной коммуникатор, которые откидывается. Верхняя секция содержит приёмопередатчик-антенну, нижняя содержит пользовательские элементы управления, динамик и микрофон. Прибор был спроектирован и построен американо-корейским дизайнером и скульптором Вах Минг Ченгом, который сконструировал много другого реквизита, используемого в серии.
В «Звёздный путь: Фильм» использовался коммуникатор носимый на запястье и такой же вариант встречается на некоторых судах Звёздного флота в фильме «Гнев хана». Однако, традиционный ручной коммуникатор возвращается в более поздних фильмах. Причина перехода не была объяснена, но не канонический источник предложил объяснение, что Звёздный флот прекратил использование наручных коммуникаторов, когда выявилась склонность к повторным сбоям после перенесенных незначительных ударов.
В сериале «Звёздный путь: Следующее поколение» и более поздних сериалах, офицеры и рядовой состав Звёздного флота используют небольшой коммуникатор-значок, прикрепляемый на левой стороне груди форменной одежды. Эти устройства в форме знака активируются с помощью легкого нажатия. Они также включают универсальный переводчик. Есть две версии значка коммуникатора. Первый был использован в «Следующем поколении» и в течение первых двух сезонов «Звездный путь: Глубокий космос 9». Второй был использован в последние пять сезонов «Глубокого космоса 9», «Звёздный путь: Вояджер» и в фильмах по мотивам «Следующего поколения». Использование эмблемы восходит ко временам «USS Enterprise (NCC-1701-C)» (Лейтенант Ричард Кастильо носил такой коммуникатор-значок в эпизоде «Вчерашний Энтерпрайз» из «Следующего поколения»).
Согласно данным из эпизода «Развилка времён. Часть первая» во время покерной игры в 1893 году рассказывается что значок изготовлен из кристаллического композита на основе кремния, бериллия, углерода 70 и золота.
В «Глубоком космосе 9» баджорские офицеры и военнослужащие также носили небольшой значок-коммуникатор на правой груди униформы, который функционирует так же, как и их аналоги Звёздного флота. Кардассианцы носят коммуникатор на левом запястье.
В то время как настенные и настольные панели все ещё присутствуют, офицеры и экипаж считают их вторичной системой, полагаясь главным образом на значки. Для визуальной коммуникации используются видовые экраны. На судах и установках Звёздного флота связь может также осуществляться путем устного указания компьютеру инициировать связь с другим человеком.

## Элементы коммуникатора в современных технологиях
12 июля 2010 года CBS выпустила приложение для iPhone, созданное Talkndog Mobile, под названием Star Trek Communicator. Приложение копировало дизайн и культовый писк коммуникатора.
В июне 2016 года The Wand Company Ltd. выпущена высокоточная и работающая копия Коммуникатора из сериала «Звёздный путь: Оригинальный сериал», использующий Bluetooth, позволяющая соединяться с мобильным телефоном с поддержкой Bluetooth и подключаться к нему, точно так, как это предусмотрено в «Оригинальном сериале»; совершать и принимать звонки. Возможность в распознавании голоса и облачный искусственный интеллект позволяют пользователю использовать голосовой набор через довольно простой интерфейс, а также задавать вопросы с помощью Siri, Google Now, Cortana или любого другого цифрового личного помощника через коммуникатор. Это почти то же самое, что когда член экипажа звездолёта «Энтерпрайз» просит компьютер корабля найти коллегу или запросить обновление статуса.
Не было разработано, предложено или теоретизировано никакого реального эквивалента подпространственной связи. Однако многие другие аспекты коммуникационных технологий Звёздного флота сегодня являются обычным явлением. Например, функциональность локатора/транспондера реализована с помощью GPS, LoJack, RFID и устройств радиопеленгатора, а облачные цифровые помощники выполняют аналогично искусственному интеллекту компьютера корабля Звёздного флота.